# 娼婦2020
「娼婦2020」（しょうふ2020）は、MUCCのシングル。2020年6月9日に通信販売限定で発売が決定、2020年7月中旬にリリースされた。

## 概要
- 1st シングル「娼婦」誕生20周年を記念した通信販売限定でリリースされた受注生産限定シングル。

- ジャケットには2002年にリリースされた2ndアルバム『葬ラ謳』でもコラボレーションしたマンガ家の伊藤潤二氏が「娼婦」をイメージし描き下ろしたイラストが使用された。

- 現在は販売終了している。

- 紙ジャケット仕様。

- 2020年6月9日（ムックの日）に発売することが決定した。商品発送時期は2020年7月中旬。

- 「BARKS×ARTIST DELI SHOPPING」にて2020年6月9日22:00～6月23日23:59まで受注受付がされた。

- 全曲新たにミヤがマスタリングを担当している。

- 2000年のシングルバージョンのオリジナル音源は一度もアルバムに収録されることが無く、入手困難となっていた。

- ナタリーストアでは、コラボレーション企画として伊藤潤二氏が「娼婦」の歌詞から想起される情景を描き下ろしたイラストが使用されたTシャツや絵画などのオリジナルグッズを制作。

## 収録曲
1. 娼婦 2020
  - レコーディングには吉田トオル（key）を迎えて制作された。
2. 娼婦 2006
  - 15thシングル「ホリゾント」通常盤収録バージョン。
3. 娼婦 2000 Original Mix
  - 1stシングル「娼婦/廃」収録バージョン。
4. 娼婦 1999 Demo